# 염경엽
염경엽(廉京燁, 1968년 3월 29일~)은 전 KBO 리그 현대 유니콘스의 내야수이자, 현 KBO 리그 LG 트윈스의 감독이다.  

## 선수 시절

### 태평양 돌핀스시절 &현대 유니콘스시절
1991년 태평양의 2차 1순위 지명을 받아 입단했다. 현역 시절에는 수비력이 좋았으나, 통산 홈런이 5개밖에 안 될 정도로 타격이 약해 주목을 많이 받지 못했다. 태평양 돌핀스 시절은 주전으로 뛰었으나, 현대 유니콘스로 바뀐 다음에는 주전 유격수 자리를 박진만에게 넘겨주고 대주자와 대수비 요원으로 활약하였다.
2000년 한국시리즈 우승 후 현역 은퇴를 선언했다.
(그는 정명원과 함께 2001년 4월 5일에 은퇴식 열린 이후, 포스트시즌에서 두산한테 망신 당하도록 패해 옷벗고 말았다.)

## 야구선수 은퇴 후

### 코치 시절
은퇴 후에는 곧바로 지도자로 전향하지 않고, 선수단 매니저를 시작으로 스카우트 등을 거치며 2006년까지 현대 유니콘스에서 6시즌 동안 프런트로 재직했다.
현대 유니콘스의 프런트로 재직하고 있었던 2003년에는 심정수를 통해 유명해진 얼굴 보호용 헬멧, 일명 '검투사 헬멧'을 제안했다. 또한 선수 생활을 그만둔 설종진을 프런트의 길로 이끌었으며, 두 사람은 오랫동안 현대 유니콘스의 프런트로 일했다.
2007년 현대 유니콘스의 수비코치를 시작으로 지도자로 들어섰으나, 이듬해 현대 유니콘스가 해체된 후 선수단을 인계해 재창단한 히어로즈에는 바로 합류하지 않고 LG 트윈스의 스카우트로 자리를 옮기며 프런트로 복귀했다. 이후 LG 트윈스에서 운영 팀장으로 일했다.
2010년부터 2011년까지 LG 트윈스의 수비코치로 있다가 2011년 12월 16일에 넥센 히어로즈의 작전/주루코치로 영입됐고, 2012년에는 히어로즈 팀 을 도루 1위로 올려 놓았다. 이 공로를 인정받아 김시진의 후임으로 넥센 히어로즈의 감독이 됐다.

### 넥센 히어로즈감독 시절
2012년 10월 10일 계약 기간 3년, 총액 8억 원의 조건으로 히어로즈의 제3대 감독으로 부임했다.
감독 부임 첫 해에 히어로즈의 창단 첫 포스트 시즌 진출을 이끌었다. 비록 두산 베어스에 2승 3패로 패해 플레이오프 진출엔 실패했지만, 만년 하위권이던 팀을 최초로 포스트시즌에 진출시켜 '염갈량'이라는 별칭으로 불렸다. 2014년에는 팀 창단 이래 첫 플레이오프에 직행했고, LG 트윈스를 꺾으며 히어로즈를 창단 첫 한국시리즈 무대에 올렸으나 투수력의 열세를 이겨내지 못하고 삼성 라이온즈에 2승 4패로 밀려 아깝게 준우승에 그쳤다. 그는 2014년 한국시리즈를 마감한 후 계약 기간이 1년 남았음에도 불구하고 3년 총액 14억 원(계약금 3억 5,000만 원, 연봉 3억 5,000만 원)에 재계약했다. 2015년에는 3년 연속 포스트시즌 진출에 성공했으나, 준 플레이오프에서 두산 베어스에 1승 3패로 패해 최종 4위로 시즌을 마감했다.
2016년에는 팀의 주축이었던 1군 선수들이 FA, 수술 등의 사유로 빠지자 차포마상을 떼고 팀을 운영하는 것이 불가피했다. 그래서 타 구단 야구 감독 및 관계자들이 하위권이나 꼴찌로 예상했으나 신진 선수 발굴과 기존 선수의 재발견으로 지도력을 보여주며 예상을 완전히 뒤엎고, 4년 연속 포스트시즌 진출이라는 업적을 세웠다. 2016년 준 플레이오프에서 1승 3패로 탈락한 후 사임하고, 당시 팀의 프런트였던 장정석에게 감독직을 넘겼다.

### SK 와이번스단장 시절
2017년 1월 17일 민경삼의 후임으로 SK 와이번스의 단장에 취임했다. 2018년 한국시리즈에서 우승하며 단장으로서 선수 시절 이후 18년 만에 최초로 우승에 기여했다.

### SK 와이번스감독 시절
트레이 힐만이 2018년 한국시리즈 우승을 거둔 직후 일신상의 이유로 사임하자, 2018년 11월 13일에 트레이 힐만의 후임 감독으로 부임하며 3년 만에 현장으로 복귀했다. 단장 자리는 손차훈 운영 팀장에게 넘겼다.
2019년 시즌 중에는 페이스가 좋았으나, 후반부에 갑자기 내리막길을 걸은 후 플레이오프 때 넥센 히어로즈에 패하며 2019년 한국시리즈 진출에 실패해 팬들로부터 비난을 받았다. 
2020년 6월 25일 두산 베어스와의 경기 도중 실신했다. 급히 병원으로 후송된 그는 2개월 동안 절대 안정을 취하라는 진단을 받았고, 이 때문에 당시 수석코치였던 박경완이 감독 대행을 맡았다.
2020년 8월 말 병원에서 소견을 받은 후 9월 1일에 현장으로 복귀했으나 9월 5일에 다시 건강 이상을 호소했고, 박경완이 잔여 시즌 동안 다시 감독 대행을 맡았다. 결국 건강상의 이유로 2020년 10월 30일에 사퇴했고, 그의 후임으로는 김원형이 선임됐다. 시즌 후 팀이 신세계그룹에 매각돼 구단명을 SSG 랜더스로 변경하며 구단명 변경 전 마지막 감독이 됐다.

### 샌디에이고 파드리스연수코치 시절
사퇴 후 거처를 경기도 양평군으로 옮기며 재충전하던 그는 넥센 히어로즈 시절에 함께했던 내야수 김하성이 포스팅을 통해 메이저리그에 진출하자, 김하성을 따라 미국으로 건너가 샌디에이고 파드리스에서 지도자 연수를 받았다.

### LG 트윈스감독 시절
2022년 한국시리즈 진출 실패를 이유로 LG 트윈스는 류지현 감독과 재계약하지 않고, 후임 감독으로 그를 영입했다.
미국에서 지도자 연수를 받았을 때 현장에 복귀할 때 김정준과 스태프로 함께하고 싶다는 구상을 했고, 감독 선임 후 그의 계획대로 김정준을 수석코치로 영입했다.
감독 선임 때 팬들 사이에서 우려의 목소리가 있었으나 2023년 6월부터 LG 트윈스를 선두권으로 이끌며 정규 리그 1위를 확정짓고, 2023년 한국시리즈에서 LG 트윈스가 kt 위즈를 꺾고 우승하며 29년만의 KBO 리그 정규-KS 통합 우승을 이끌면서 넥센 감독 재임 시절 하지 못했던 한을 LG에서 풀어냈다. 염경엽 본인에게는 감독 경력 첫 KS 진출이었던 2014년 이후 9년만에 2번째로 KS에 진출해 2번째 도전에서 얻은 첫 우승이다.(염갈량)
2024년 4월 7일 잠실 kt전에 승리하면서 역대 13번째로 감독 통산 500승을 달성하였다.

### 행정가 경력
샌디에이고 파드리스에서 지도자 연수를 마친 후 2021년 5월에 귀국, 손혁과 함께 KBO의 육성위원으로 위촉되며 행정가 커리어를 시작했다. KBO 아카데미 디렉터 자격으로 강연 등을 했다.
항저우 아시안 게임 야구 국가대표팀 선발을 앞두고 기술위원장으로 선임됐으나, 코로나19의 여파로 항저우 아시안 게임이 1년 연기된 후 LG 트윈스의 감독으로 선임되면서 기술위원장직을 내려놓았다.

### 해설가 경력
2022년에는 KBS N 스포츠의 해설위원으로 영입되어 1시즌 동안 해설가로 나섰다.
그가 2022 시즌 후 LG 트윈스 감독으로 선임되자, KBS N 스포츠는 염경엽의 후임으로 류지현을 해설가로 영입했다.

## 출신 학교
- 광주서석초등학교
- 광주충장중학교
- 광주제일고등학교
- 고려대학교 법학과 (86학번)

## 통산 기록
| 연도 | 팀명   | 포지션 | 타율  | 경기 | 타수 | 득점 | 안타 | 2루타 | 3루타 | 홈런 | 루타 | 타점 | 도루 | 도실 | 볼넷 | 사구 | 삼진 | 병살 | 실책 |
| ---- | ------ | ------ | ----- | ---- | ---- | ---- | ---- | ----- | ----- | ---- | ---- | ---- | ---- | ---- | ---- | ---- | ---- | ---- | ---- |
| 1991 | 태평양 | 유격수 | 0.175 | 99   | 285  | 22   | 50   | 9     | 3     | 2    | 71   | 25   | 12   | 3    | 22   | 2    | 40   | 5    | 9    |
| 1992 | 태평양 | 2루수  | 0.197 | 102  | 218  | 26   | 43   | 12    | 0     | 1    | 58   | 18   | 7    | 0    | 18   | 3    | 35   | 4    | 12   |
| 1993 | 태평양 | 유격수 | 0.213 | 86   | 254  | 20   | 54   | 9     | 2     | 0    | 67   | 18   | 13   | 2    | 15   | 1    | 36   | 4    | 6    |
| 1994 | 태평양 | 유격수 | 0.212 | 119  | 349  | 33   | 74   | 15    | 1     | 2    | 97   | 30   | 11   | 5    | 28   | 3    | 42   | 4    | 8    |
| 1995 | 태평양 | 3루수  | 0.162 | 80   | 154  | 18   | 25   | 1     | 0     | 0    | 26   | 9    | 9    | 2    | 24   | 1    | 26   | 2    | 9    |
| 1996 | 현대   | 3루수  | 0.000 | 72   | 20   | 12   | 0    | 0     | 0     | 0    | 0    | 1    | 1    | 6    | 3    | 0    | 9    | 0    | 0    |
| 1997 | 현대   | 유격수 | 0.000 | 56   | 12   | 9    | 0    | 0     | 0     | 0    | 0    | 0    | 2    | 4    | 0    | 0    | 2    | 0    | 0    |
| 1998 | 현대   | 2루수  | 0.265 | 103  | 83   | 27   | 22   | 4     | 1     | 0    | 28   | 8    | 13   | 6    | 10   | 1    | 12   | 0    | 8    |
| 1999 | 현대   | 2루수  | 0.180 | 95   | 50   | 17   | 9    | 2     | 0     | 0    | 11   | 0    | 5    | 4    | 2    | 0    | 3    | 1    | 3    |
| 2000 | 현대   | 2루수  | 0.261 | 84   | 23   | 13   | 6    | 1     | 0     | 0    | 7    | 1    | 10   | 2    | 0    | 0    | 3    | 1    | 2    |
| 통산 | 10시즌 | 내야수 | 0.195 | 896  | 1448 | 197  | 283  | 53    | 7     | 5    | 365  | 110  | 83   | 34   | 122  | 11   | 208  | 21   | 57   |

## 감독 통산 성적
| 승    | 날짜        | 장소 | 소속팀 | 상대팀 | 경기 결과 | 결승타 | 승리 투수 | 승패 | 달성 당시 나이 | 기타   | 각주 |
| 1승   | 2013. 3. 31 | 광주 | 넥센   | KIA    | 6:4       |        | 김병현    |      |                |        |      |
| 500승 | 2024. 4. 7  | 수원 | LG     | Kt     | 16:7      | 김현수 | 최원태    |      |                | 13번째 |      |
| 600승 |             |      |        |        |           |        |           |      |                |        |      |